# Backvicker
Backvicker (Vicia cassubica) är en växtart i familjen ärtväxter. 
Artepitetet cassubica (lat.) = Kassubien, en del av Pommern i nuvarande Polen.